# Internationale Organisation
Eine internationale Organisation (IO) ist eine Organisation, die der gemeinschaftlichen Regelung oder Abwicklung von politischen, wirtschaftlichen, militärischen und kulturellen Angelegenheiten auf Ebene der Staaten dient. Eine abschließend gültige Definition des Begriffs gibt es nicht.

## Organisationsformen
Prinzipiell unterscheidet man zwei Formen:
- Internationale staatliche Organisationen (englisch Intergovernmental Organizations, kurz IGOs) sind Organisationen, die von den Staaten gemeinsam gegründet werden. Ein Sonderfall sind die völkerrechtlichen internationalen Organisationen, die auf Grundlage eines völkerrechtlichen Vertrags zwischen den Staaten als Rechtsperson selbst entstanden sind, und insbesondere einen völkerrechtlich eigenständigen Status haben (Völkerrechtssubjekte), wie die UNO oder die Welthandelsorganisation WTO. Andere internationale staatliche Organisation sind beispielsweise Dachorganisationen für Behörden oder staatliche Organe und Aufgaben, wie die Internationale Handelskammer ICC, Normungsinstitute wie die Internationale Fernmeldeunion ITU (heute Teil der UNO), oder haben Konferenzcharakter wie der Weltwirtschaftsgipfel WWG. Teilweise wird der Begriff aber nur auf völkerrechtliche Organisationen oder Völkerrechtssubjekte eingeschränkt, und gegen privatrechtliche Verträge abgegrenzt,[2] auch, wenn sie zwischen staatlichen oder staatsnahen Institutionen abgeschlossen werden. Daher unterscheidet man auch Internationale staatliche Organisationen und spezieller Internationale Regierungsorganisationen.
- Internationale Nichtregierungsorganisationen (Nichtstaatliche internationale Organisationen, International Non-governmental Organizations, kurz INGOs) sind sonstige Organisationen zur grenzüberschreitenden Zusammenarbeit, entweder Zusammenschlüsse von gesellschaftlichen Akteuren, wie das Internationale Rote Kreuz IRK oder Welt-Interessensverbände wie der Autorenverband P.E.N., oder sind Organisationen mit Niederlassungen in den Staaten dieser Welt, wie Greenpeace oder amnesty International. Teilweise werden gewinnorientierte transnationale Unternehmungen (Multinationale Unternehmen MNO, Business INGOs) hierbei mitgerechnet, oder explizit ausgeschlossen,[4] und auf Gemeinnützigkeit fokussiert (Zivilgesellschaftliche internationale Organisationen). Die Grenzen sind auch hier fließend, da auch Organisationen mit gemeinnützigen Anliegen durchwegs zumindest selbstfinanzierend-wirtschaftlich arbeiten. Außerdem können auch IGOs rein wirtschaftliche Ziele verfolgen, wie die OPEC, ein zwischenstaatliches Kartell.

Typischerweise spricht man nur dann von „international“, wenn mindestens drei Staaten beteiligt sind (multilaterale Organisationen; so beispielsweise auch die Aufnahmekriterien der Union of International Associations UIA in Brüssel für staatliche Organisationen), im anderen Falle spricht man von bilateralen staatlichen Organisationen (was aber bei völkerrechtlichen internationalen Organisation wiederum nicht üblich ist, dort genügen üblicherweise zwei Partner des internationalen Rechts).
Bei den Organisationen, die von vornherein auf die Teilnahme aller Staaten angelegt sind, spricht man auch von Globalen staatlichen Organisationen/Nichtregierungsorganisationen (UNO u. a.), im anderen Falle von regional (Beispiele dazu sind NATO, Mercosur, Afrikanische Union AU),
Daneben ist der Begriff supranational entstanden, dessen spezielle Bedeutung ist, dass die beteiligten Staaten einen Teil ihrer Souveränität abtreten, als einzige wirkliche supranationale („überstaatliche“) Organisation gilt die Europäische Union, in weiterem Sinne auch solche wie der UN-Sicherheitsrat, die Weltbank und der Internationale Währungsfonds IWF.
Als charakteristisch wird auch gesehen, dass internationale Organisationen eigene Organe haben, also eigenständig handlungsfähig sind. Das unterscheidet sie von anderen internationalen Institutionen, etwa reinen Konferenzen, Aktionsprogrammen oder Regelwerken: Ein typischer Fall eines Vertrages, der mit einem Exekutivorgan ausgestattet ist, und darum zur internationalen Organisation wird, ist die Menschenrechtskonvention mit dem Hochkommissariat UNHCR, Beispiel einer Aktion das UNEP, das Umweltprogramm der UNO, mit seinem Governing Council.
Die Unterscheidung in IGOs und INGOs trifft auch keine Aussage in politische und unpolitische Organisationen, selbst traditionell als unpolitisch gesehene Organisationen, wie im Sport das IOC oder die FIFA, haben sich als politische Akteure erwiesen. Umgekehrt sind zahlreiche internationale dezidiert politische Organisationen explizit nicht auf die Staaten als Subjekte und ihre Regierungen bezogen, etwa die Zusammenschlüsse politischer Parteien. Auch unter den staatlichen Organisationen gibt es solche der Regierungen und ihrer Behörden, und im Sinne der Gewaltenteilung ausdrücklich nicht der Administrative angehörige (etwa internationale Gerichte). Außerdem gibt es internationale staatliche Organisationen, an denen auch nichtstaatliche Organisationen beteiligt sind oder zumindest Beobachterstatus haben (offene multilaterale respektive multipartistische Organisationen), bis hin zu solchen zwischen Staaten und Wirtschaftsunternehmen als Teil der öffentlich-privaten Partnerschaft (ÖPP). Alle diese Formen haben aber auch politische Aspekte.
Der Begriff der internationalen Organisation entwickelte sich in der zweiten Hälfte des 19. Jahrhunderts, Als erste IO im modernen Sinne gilt die infolge des Wiener Kongresses entstandene Zentralkommission für die Rheinschiffahrt, als älteste globale Organisation das 1863 gegründete Internationale Komitee vom Roten Kreuz. Das erste Mal völkerrechtlich verbindlich gebraucht wurde der Begriff bei der Einrichtung des Völkerbunds 1919. Eine Sonderstellung nehmen dabei aber die – wegen ihres hohen Alters auch als souveräne Völkerrechtssubjekt geltenden – Institutionen des Heiligen Stuhls in Rom, dem Vertreter der katholischen Kirche (der aber auch einen bestehenden Staat vertritt, den Vatikanstaat), und des auf die Kreuzfahrerstaaten zurückgehenden Malteser-Ritterordens ein.
Die Zahl der IOs wird heute (ohne kommerzielle Unternehmen) auf etwa 3–4000 geschätzt, wobei etwa ein Zehntel IGOs sein dürften (und darunter etwa 250 völkerrechtliche IGOs), während sich die INGOs wesentlich schneller entwickeln. Daher hat sich der Begriff auch von der ursprünglichen völkerrechtlichen Spezialbedeutung entfernt, und wird in seinen jeweiligen Definitionen der Vielfalt der Akteure nur bedingt gerecht.